# Elsa Gress
Elsa Judith Elisa Gress född 17 januari 1919, död 18 juli 1988, var en dansk författare och översättare. 
Gress var medlem av Danska akademien från 1975. Hon är mor till David Gress.